# Ждан-Пушкины
Ждан-Пушкины — польско-литовский дворянский род герба «Ждан».
Их предок Ждан Пушкин был боярином у князя Мстиславского в 1525 году. Род этот внесён в VI часть родословной книги Могилевской губернии и во II часть родословной книги Смоленской, Черниговской и Ярославской губерний Российской империи.
Генерал-майор И. В. Ждан-Пушкин (1813—1872) был директором 1-й Московской военной гимназии.